# Ljubanista
Ljubanista (macedónul: Љубаништа) település Észak-Macedóniában, a Délnyugati körzet Ohridi járásában.

## Népesség
| Lakosok száma | 700  | 497  | 455  | 348  | 324  | 196  | 185  | 171  | 145  |
|               | 1948 | 1953 | 1961 | 1971 | 1981 | 1991 | 1994 | 2002 | 2021 |

2002-ben 171 lakosa volt, akik közül 169 macedón, 1 török és 1 egyéb.